# Walter Mettmann
Walter Mettmann  (* 25. September 1926 in Köln; † 12. Juli 2011 in Münster/Westfalen) war ein deutscher Romanist, Hispanist, Lusitanist und Mediävist.

## Leben und Werk
Mettmann studierte Romanistik und Arabisch an der Universität zu Köln. Er promovierte dort 1953 bei Fritz Schalk mit der Arbeit Studien zum religiösen Theater Tirso de Molinas (Köln 1954) und war von 1962 bis 1991 ordentlicher Professor für Romanische Philologie an der Westfälischen Wilhelms-Universität Münster.
Mettmann war Mitherausgeber der Zeitschrift Ibero-amerikanisches Archiv. Zeitschrift des Ibero-Amerikanischen Forschungs-Instituts der Universität Bonn. Er war ab 1974 korrespondierendes Mitglied der Akademie der Wissenschaften zu Göttingen und ab 1982 Mitglied der Nordrhein-Westfälischen Akademie der Wissenschaften und der Künste.

## Veröffentlichungen (Auswahl)
- als Hrsg.: Der Tristanroman. Tübingen 1962.
- als Hrsg.: La historia de la donzella Teodor. Ein spanisches Volksbuch arabischen Ursprungs. Mainz 1962 (= Abhandlungen der geistes- und sozialwissenschaftlichen Klasse der Akademie der Wissenschaften und der Literatur in Mainz. Jahrgang 1962, Nr. 3).
- als Hrsg.: Alfonso el Sabio, Cantigas de Santa Maria. 4 Bände. Coimbra 1959–1972; 3 Bände. Madrid 1986–1989.
- Die volkssprachliche apologetische Literatur auf der Iberischen Halbinsel im Mittelalter. Opladen 1987.
- als Hrsg.: Alfonso de Valladolid (Abner von Burgos), 
  - "Ofrenda de zelos" (Minḥat Ḳĕnaʼot) und "Libro de la ley". Ausgabe und Kommentar, Opladen 1990
  - Mostrador de justicia, 2 Bde., Opladen 1994–1996
  - Tĕšuvot la-mĕharef. Spanische Fassung, Opladen 1998.